# ランブルローズ
『ランブルローズ』（RUMBLE ROSES）は、ユークス製作、コナミデジタルエンタテインメントが発売した女子プロレスリング格闘ゲーム。ゲーム機のポリゴン機能を駆使して描写される女子プロレスラーたちが架空のプロレス団体「ランブルローズ」のリングで戦いを繰り広げる作品である。略称『RR』。

## シリーズ

### ランブルローズ
登場するプロレスラーはボスキャラクター1人を含めて11人だが、それぞれ善玉であるベビーフェイスと悪玉であるヒールの2つのキャラクターが用意されており、さらにレスラーではない隠しキャラクターが1人いるので実質的には23人。キャラクター1体に1万ポリゴンが費やされている。
多くのプロレスファンを熱狂させるドラマ性とエンターテイメント性が用意されている。ストーリーモードでは、キャラクターごとに違った視点から大会の陰に見え隠れする秘密組織の陰謀などの真相に迫っていく設定になっている。
リング上の闘いは単純な打撃かグラップ（掴み）かという2択が採用されており、技をかけることによってゲージを上昇させていき、ワンボタンで必殺技を使えるという簡単なシステムとなっている。必殺技にはゲージがあれば常に使える「キラームーブ」、「コーナーポストにあがる」、「相手の背後に回る」などの条件が必要となるリーサルムーブ、恥ずかしい技をかけていき、HゲージがMax状態になったときのみ使えるHムーブの3種類が用意されており、技の威力はHムーブ>リーサルムーブ>キラームーブとなる。
最初はそれぞれのキャラクターのデフォルト側しか選択できないが、ストーリーモードをクリアすることでギミックチェンジが行えるようになり、そのキャラクターの裏キャラクターを使用できるようになる。また、裏キャラクターにも簡単なストーリーが用意されている。
そのほかのモードには純粋に1試合だけを行えるエキシビジョンモードが存在し、通常のリング（ノーマルモード）、および泥プール（マッド・マッチモード）で試合ができる。全ての出場選手が水着姿で登場し、技をかけ、かけられるたびに水着は泥まみれになる。このモードにおいて「Rose of Roses」というタイトルを獲得したキャラクターは控え室に入ることができる（タイトルを防衛するとキャラクターをビーチに連れて行くこともできる）。控え室（ビーチ）ではキャラクターがストレッチやブリッジをしているさまが見られるほか、キャラクターへのインタビューなどを聞くこともできる。

### ランブルローズXX
新世代ゲーム機であるXbox 360の性能を活かしてキャラクターは5万ポリゴンとなり、より美しい画面となった。また、前作ではできなかったタッグマッチを実現させている。Xbox Liveによるオンライン対戦やコスチュームのダウンロード販売などにも対応。コナミのXbox 360参入第一弾ソフトとなっている。互換性機能により、Xbox OneとXbox Seriesでもプレイ可能。
基本的なシステムは前作と同様だが、キャラクター独自のコスチュームに加え、共通で使用できる水着や制服やメイド服、あるいは体操着といったコスチュームが20着以上用意されている。これらのコスチュームなどはファイトマネーで購入するシステムとなっている。
さらにキャラクターの筋肉量や、胸、尻の大きさなどをカスタマイズすることもできるようになり、カスタマイズの結果によってキャラクターのスピードや耐久力、必殺技が変更されるというシステムが採用されている。
一方でストーリーモードが廃止され、代わりに何をするにも「ファイトマネー」が必要となった為延々と稼ぐ「作業プレイ」が必要とされるなど、ゲームシステムとしては問題も多い。

#### スーパースターシステム
前作では同一キャラクターのギミックチェンジによってヒール・ベビーフェイスの2つの人格を切り替えるというシステムを採用していたが、本作ではさらに一歩進んだシステムを取り入れ、試合の結果で人気が上がるとベビーフェイス、ヒールそれぞれで「スーパースター」になることができる。スーパースターモードではコスチュームも一新され、キャラクターのギミック自体も変化するので、それぞれのキャラクターが4つのスタイルを持つことになる。
内田明里は「服のシルエットは、より最近のレースクイーンっぽい意匠を施しています。日ノ本のスカート姿が見たいという声も多かったので、こんな風になりました。」とコンセプトで語っている。

#### タッグマッチ
前作では純粋にマシンパワーの問題で実現できなかったため、新世代機であるXbox 360でフィーチャーされた新機能。相性システムを導入しており、誤爆などで相性が悪くなるとタッチを拒否されるなどする。また、相性がいいとフォールされた際に自動的にカットに入ってくれる、ダブルキラームーブ（ダブルエックス）と呼ばれるツープラトンの必殺技が出せるといった利点がある。
なお、リングに最大で4人までのキャラクターを登場させることができるので、タッグマッチだけではなくバトルロイヤルやハンディキャップマッチもできるようになっている。

## 登場キャラクター

### PS2版から登場するキャラクター
カッコ内が裏属性のキャラクター。
日ノ本零子（麗琥）
声 - 日髙のり子
日本版の主人公的存在。身長170cm、体重52kg。3サイズはB86-W66-H85。年齢は19歳。出身地は日本の横浜で、本人によれば生まれも育ちも浜っ子。
「ランブルローズ」伝説のレスラーであるカミカゼローズの娘。アルバイトでレースクイーンをやっているが、その本性は熱血スポコン娘。入場時のポージングはレースクイーン時代に磨いたものだとか。必殺技はサンライズ・スープレックスとエンジェルダイブ。「ランブルローズ」で生死不明になっている母、そしてその母を捜しに行って行方不明となっている姉の日ノ本富士子を探している。コスチュームが微妙にキツめなのは、「ランブルローズ」の悪徳オーナー（もしくはプロデューサー内田明理）の陰謀であるという。
裏キャラクターのモチーフはレディース暴走族。
デキシー・クレメッツ（クレメッツ警部）
声 - 甲斐田裕子
海外版の主人公的存在。「カミカゼ・ローズ」の娘である零子がランブルローズに参加することを耳にし、大会参加を表明した。大牧場の一人娘でカウガールをしつつ、保安官として働いているという設定を反映して、コスチュームはカウガール風のものとなっている。裏キャラクターのモチーフは悪徳警察官。
イーブルローズ（ノーブルローズ）
声 - 斎賀みつき
国籍と年齢など一切不明のマスクウーマン。身長179cm、体重68kg。「ランブルローズ」におけるタイトル、ローズオブローゼズの保有者で最強のヒールレスラー。あまりの凶暴さのために試合以外は地下室に鎖で監禁されている。尻尾は勝手に動くらしい。なぜか零子がピンチに陥ると救出に駆けつける。
真の正体は零子の実姉「日ノ本富士子」で、母を探すために「ランブルローズ」に参戦したものの、ドクターアナスタシアに捕らわれてしまい、イーブルローズへと洗脳・改造されてしまった。零子のピンチに駆けつけるのは、妹を思う意志が残っているためである。
後に洗脳から脱すると、今まで自分が葬ってしまったレスラーたちへの償いとして、そして自分のみならず母と妹を弄んだアナスタシアに復讐すべく、あえて素顔を晒し、ノーブルローズと名を変えて華麗なファイトを展開する。
裏キャラクターのモチーフは『キューティーハニー』（及び宝塚の男役）らしい。
アイーシャ（シスターA）
声 - 木内レイコ
身長180cm、体重63kg。3サイズはB92-W73-H89。年齢は24歳。出生地はアメリカのジョージア州、アトランタ。ティーンの頃、父親の仕事の関係でサンアントニオに移った。
セクシーなダンスと歌でCD売り上げ1000万枚を突破するソウルディーバ。セレブとして名声をほしいままにする今もなお、ハイスクール時代の同級生であるデキシーにライバル心を抱いており、彼女に再起不能の赤恥をかかせるべく、全米ツアーを中断してランブルローズに参加した。デキシーのストーリーモードでは、一度敗北したにも関わらずOHM（H-MOVE FINISH ONLY マッチ）での再戦を行い、Hムーブ「ショーダウン」でデキシーを倒す事で彼女に赤恥をかかせようとしていた。
裏キャラクターのモチーフは場末のダンサー。
紅影（夜叉）
声 - 佐々木亜紀
日本の内閣情報部が秘密裏に組織する信州、戸隠の里の忍者部隊乙組のくのいち。ランブルローズなるレスリング組織の内偵をする為に送り込まれた。
裏キャラクターのモチーフは抜け忍。
アナスタシア（ドクター・アナスタシア）
声 - 折笠愛
身長175cm、体重50kg。3サイズはB90-W63-H88。レディXの秘書兼看護師を名乗る正体不明の女性レスラー。コスチュームも看護師白衣のアレンジとなっている。参加選手に妖しく忍び寄り、言葉巧みに裏へ引き込もうとする。
本作の黒幕的存在だが、他のキャラクターとの因縁は少なく、ストーリーモードで直接対戦するキャラはイーブルローズと紅影のみ。
裏キャラクターのモチーフは女医。
アイグル（グレート・カーン）
声 - 猪口有佳
身長166cm、体重54kg。3サイズはB83-W66-H83。年齢は18歳。出身地はモンゴル、アイグル曰く「月の谷と狼岩の間でとても広い」。
父と兄がモンゴル相撲の横綱という格闘一家の娘で、小さな身体に強大なパワーを秘める。家族に「戦士」として認めてもらうため「ランブルローズ」に参戦。
裏キャラクターのモチーフは京劇女優。
藍原誠（ザ・ブラック・ベルト・デーモン）
声 - 堀江由衣
身長165cm、体重52kg。3サイズはB82-W66-H81。年齢は18歳。出身地は日本の博多、日本の西の方。
オリンピック女子柔道48kg級の金メダリスト。女子柔道界では敵なしだが、幼い頃に唯一投げ飛ばされたことのあるアイグルが「ランブルローズ」に参戦すると聞き、プロレスに転向する。柔道着をアレンジしたコスチュームで、胸元が大きく開きブラジャーが見えているのだが、本人いわく「見せブラ」らしい。短パンに書いてある「FC甘栗」はスポンサー名とのこと。
裏キャラクターも柔道選手だが、かなり野性味が増したスタイル。
キャンディ・ケイン（ベッキー）
声 - 生天目仁美
身長173cm、体重54kg。3サイズはB92-W63-H89（自己申告）。年齢は18歳。国籍はカナダ。
キャンディーという名前はアーティスト名であり、本名はレベッカ・ウェルシュ。普段は女の子だけで結成したロックバンド「キラー・バービーズ(Killer Banbies)」のリードボーカルをしている。現在ハイスクール2年生で、学校にはあまり行ってないのでワンダブ（1年留年）しており髪は赤く染めている。
世間からは不良少女と呼ばれ手癖と口は悪いが心根は純粋で、自分を育ててくれた孤児院が経営難に陥ったと聞き、思い出の詰まった育ての家を守るため、ハイスクールを退学してまで一攫千金を目指し「ランブルローズ」に参戦。
コスチュームはスカートが短く、コミック版ではこのまま学校で授業を受けている。スカートの中のショーツはクロッチがある為下着に見えるが、サイドに青いラインがあるのでアンダースコートのように一応見えても大丈夫なものらしく写真集ではスカートを脱ぎ去り丸見えになっている。
裏キャラクターのモチーフはチアリーダー。
スペンサー先生（ミストレス）
声 - 雪野五月
身長176cm、体重47kg。3サイズはB94-W66-H91。年齢は28歳。出身地はカナダ。
ハイスクールの歴史教師。生真面目な性格で、受け持ちクラスの学級崩壊に悩んでいたが、クラス一の問題児であるレベッカ（キャンディ）の不登校の理由が「ランブルローズ参戦」と知り、教え子を教室に連れ戻すために自らも参戦する。
大学でレスリング部の主将をしていた経験があり、「昔取った杵柄」で戦うが、使う技は派手なショープロレスのもの。
裏キャラクターのモチーフはSMの女王様。
セバスチャン
隠しキャラクター。元々はミストレススペンサーの入場シーンで、彼女の人間椅子として登場する中年男性のピエロだったが、北米版よりも後に発売された日本版でプレイヤーキャラクターに昇格した。「ランブルローズ」の元警備員で、見よう見まねで覚えた技で戦う。裏キャラクターは存在せず、プレイヤーキャラクターでは唯一の男性。
レディーX（レディーXサブシスタンス）
いわゆるラスボス（ただし、ストーリー上あまり意味なく強引に登場することも多い）。その真の姿はかつてのチャンピオンにして、富士子・麗子姉妹の母であるカミカゼローズの遺伝子を利用した軍事用ヒューマノイドロボット。すべてのキャラクターでストーリーモードをクリアーすると、プレイヤーキャラクターとしても使用できる（ストーリーモードはない）。

### XXからの登場キャラクター
スーパースターシステムを除くと、基本的なプレイヤーキャラクターは前作と同じ。以下のキャラクターが追加されている。
音音（熊）
なぜか参戦してきたパンダ。
ラムダ
声 - 田村ゆかり
ランブルローズダブルエックスでエディット用に用意されたキャラクター。コスチュームはもちろん、髪型から肌の色、メイクまでエディット可能（λはギリシア文字で11番目の文字）。
なおラムダは30体作成することができるが、ファイトマネーで購入するコスチュームは各個体で個別となっており共有はできない。

### 『電撃「マ）王』版 にのみ登場するキャラクター
黒澤剋美（くろさわ かつみ）
漫画版オリジナルキャラクター。麗子の大学の女子レスリング部主将。
母の死と姉の失踪のショックでリングを降りていた麗子の才能を惜しんで説得、リングに呼び戻すが、実際に呼び戻して見たその強さに嫉妬の念を抱いてしまう。
そこに「ある女」に声をかけられ、「人が変わったような」残虐なヒールと化してランブルローズ日本予選に参加、麗子との決勝戦に臨む。

## 漫画

### 『電撃「マ）王』版
『電撃「マ）王』で増刊号～2007年4月号まで連載された。作者はカスカベアキラ。登場キャラクターはゲーム版と同じだが、ゲーム版には登場しないキャラクターが登場する。

### 携帯電話版
コナミデジタルエンタテインメントの携帯電話向け有料サイト「コナミネットDX」内のデジタル雑誌『週刊コナミ（現・週刊コナミプチ）』内にて、2006年8月25日（iモード、Yahoo!ケータイ）、9月22日（EZweb）から2008年1月25日まで、このゲームを原作としたデジタル漫画『ランブルローズ -FINAL☆HEAT-（ファイナル☆ヒート）』が連載されていた。作者はハヅキリョウ。日ノ本零子に憧れる女の子・望月カナを主人公としたオリジナルストーリーとなっているが、スペンサー先生やキャンディ・ケイン、アナスタシアなども登場していた。
また、同じく『週刊コナミプチ』で2007年12月28日より『ランブルローズ -Burning Spirit-（バーニング・スピリット）』も連載されている。作者は久間月慧太郎。蘭を主役に、謎の覆面集団ブラックパンサーズとランブルローズとの戦いを描く。
また、これらの漫画のバックナンバーや『ランブルローズ』の読み切り漫画が、同社が提供する別の有料サイト『週刊コナミ（旧・デジタルコミックス）』にてまとめて配信されている。

## パチスロ
コナミグループのKPEから発売。
- ランブルローズ（2006年）
- ランブルローズXX（2008年）
- ランブルローズ3D（2012年）